# Britain’s Got Talent
Britain’s Got Talent ist eine britische Castingshow, die am 9. Juni 2007 zum ersten Mal von ITV ausgestrahlt wurde. Die Show wird von der Produktionsfirma Thames produziert. Die Sendung wurde von dem Musikproduzenten Simon Cowell entwickelt.
An der Show können Personen jeglichen Alters teilnehmen. Es können Personen einzeln oder in einer Gruppe auftreten. Die Kandidaten treten mit einem selbst gewählten Programm, wie etwa Singen oder einer Tanzperformance, vor der Jury und dem Publikum auf. Die Juroren können während der Vorstellung einen Buzzer betätigen, um anzuzeigen, dass ihnen die Vorstellung nicht gefällt. Haben alle Juroren den Buzzer betätigt, muss der Kandidat mit seiner Vorstellung aufhören.
Am Schluss des Auftritts bewerten die Juroren den Kandidaten mit Ja (Yes) oder Nein (No). Hat der Kandidat von der Mehrheit der Juroren ein Ja bekommen, darf er in der nächsten Runde erneut auftreten.
Am Anfang der Show gibt es aufgezeichnete Castings (Auditions), in der die Juroren über das Weiterkommen der Kandidaten entscheiden. In der letzten Folge vor den Live Shows wird bekanntgegeben, welche Acts sich für die Semifinale qualifiziert haben.
Später kann der Zuschauer in Livesendungen, die von Montag bis Freitag ausgestrahlt werden, selbst über die Qualifikanten fürs Finale, welches am Sonntag derselben Woche stattfindet, abstimmen. Hier kann das Publikum den Gewinner der Show bestimmen.
Der Sieger der Show erhält ein Preisgeld in Höhe von 250.000 Pfund und darf in der Royal Variety Performance auftreten.

## Entstehungsgeschichte
Das Format der Show wurde von Simon Cowell, dem Erfinder von The X Factor und Geschäftsführer von Sony Music Entertainment, entwickelt, der auch an der Entwicklung anderer Got Talent-Programme in verschiedenen Ländern beteiligt war. Er ließ sich dabei von den beliebten britischen Talentshows Opportunity Knocks (1949–1990) und New Faces (1973–1988) inspirieren. Um seine Idee zu präsentieren, wurde im September 2005 eine Pilotfolge gedreht, in der Cowell, Fern Britton (damals Moderatorin von This Morning) und der Boulevardjournalist Piers Morgan in der Jury saßen. Die Pilotfolge wurde nicht im Fernsehen ausgestrahlt, sondern erst im Januar 2012 im Rahmen einer Dokumentationsreihe mit dem Titel The Talent Show Story gezeigt.
Ursprünglich sollte die Show in den Jahren 2005–2006 (vor der Ausstrahlung von America’s Got Talent) ausgestrahlt werden, wobei Paul O’Grady die Sendung unter dem Titel Paul O'Grady's Got Talent moderieren sollte, nachdem er den Pilotfilm moderiert hatte. Es kam jedoch zu Komplikationen, als O’Grady in einen Streit mit ITV verwickelt war und sich weigerte, in einer anderen Sendung des Senders aufzutreten, woraufhin er schließlich zu Channel 4 überlief, um The Paul O’Grady Show weiter zu moderieren und die Pläne für die Sendung auf Eis legte. In einem Interview aus dem Jahr 2010 äußerte sich O’Grady zu dem Streit mit den Worten:
„Ich habe den Pilotfilm für Britain's Got Talent gemacht, der ursprünglich Paul O'Grady's Got Talent heißen sollte. Aber ich sagte den Produzenten, dass sie sich einen Scherz erlaubten, wenn sie glaubten, ich würde eine Show mit diesem Titel moderieren. Die ursprüngliche Jury sollte aus Simon Cowell, Fern Britton und Piers Morgan bestehen. Ich war der Gastgeber. Als ich dann den Streit mit ITV hatte, wurde ich aus den Studios verbannt. Ich erinnere mich, dass ich Simon anrief und ihm sagte, dass er einen Riesenhit vor sich habe, aber dass ich es auf keinen Fall machen könne. Ich sagte, wenn ich Hausverbot habe, dann muss ich auch Hausverbot für alles haben. Ich kann kein Heuchler sein und hierher kommen und das tun. Ich musste mich zurückziehen.“
Nach dem Erfolg von America’s Got Talent im Jahr zuvor gab ITV am 12. Februar 2007 seine Pläne für eine britische Staffel von Got Talent bekannt. Die Ankündigung enthüllte Änderungen des ursprünglichen Plans für die Sendung, wobei Ant & Dec als Gastgeber für die neue Sendung bekannt gegeben wurden. Während Cowell Teil der Jury blieb, sah der neue Plan David Hasselhoff und Cheryl Cole vor. Beide traten jedoch vor der Ausstrahlung der Sendung zurück, so dass Morgan wie ursprünglich geplant Teil der Jury wurde und die Schauspielerin Amanda Holden sich ihm und Cowell als Jurorin anschloss. Hasselhoff wurde später Teil der Jury der fünften Staffel der Sendung, nachdem er bereits Teil der Jury von America’s Got Talent war, während Cowell Cole später als Ersatz für Sharon Osbourne bei X-Factor einstellte. Gleichzeitig kündigte der Sender an, dass die Sendung von einer Schwestersendung auf ITV2 mit dem Titel Britain's Got More Talent begleitet werden würde, deren Moderator Stephen Mulhern sein würde.

## Moderatoren und Juroren
Britain’s Got Talent wird moderiert von dem Duo Ant & Dec, bestehend aus Anthony McPartlin und Declan Donnelly.
Die Jury der jeweiligen Staffel bestand aus den folgenden Mitgliedern:
| Staffel | Juroren      | Juroren       | Juroren          | Juroren          | Gast-Juroren      |
| ------- | ------------ | ------------- | ---------------- | ---------------- | ----------------- |
| 1       | Simon Cowell | Amanda Holden | Piers Morgan     | Piers Morgan     |                   |
| 2       | Simon Cowell | Amanda Holden | Piers Morgan     | Piers Morgan     |                   |
| 3       | Simon Cowell | Amanda Holden | Piers Morgan     | Piers Morgan     | Kelly Brook       |
| 4       | Simon Cowell | Amanda Holden | Piers Morgan     | Piers Morgan     | Louis Walsh       |
| 5       | Simon Cowell | Amanda Holden | Michael McIntyre | David Hasselhoff | Louis Walsh       |
| 6       | Simon Cowell | Amanda Holden | Alesha Dixon     | David Walliams   | Carmen Electra    |
| 7       | Simon Cowell | Amanda Holden | Alesha Dixon     | David Walliams   |                   |
| 8       | Simon Cowell | Amanda Holden | Alesha Dixon     | David Walliams   | Ant & Dec         |
| 9       | Simon Cowell | Amanda Holden | Alesha Dixon     | David Walliams   |                   |
| 10      | Simon Cowell | Amanda Holden | Alesha Dixon     | David Walliams   | Kathleen Williams |
| 11      | Simon Cowell | Amanda Holden | Alesha Dixon     | David Walliams   |                   |
| 12      | Simon Cowell | Amanda Holden | Alesha Dixon     | David Walliams   |                   |
| 13      | Simon Cowell | Amanda Holden | Alesha Dixon     | David Walliams   |                   |
| 14      | Simon Cowell | Amanda Holden | Alesha Dixon     | David Walliams   | Ashley Banjo      |
| 15      | Simon Cowell | Amanda Holden | Alesha Dixon     | David Walliams   |                   |
| 16      | Simon Cowell | Amanda Holden | Alesha Dixon     | Bruno Tonioli    |                   |

Anmerkungen
- Simon Cowell war während der 5. Staffel nur in den Live-Shows anwesend.

## Staffeln

### 1. Staffel (2007)
Die erste Staffel begann am 9. Juni 2007. Die Jury bestand aus Simon Cowell, Amanda Holden und Piers Morgan und die Moderatoren waren Ant & Dec. Das Staffelende war am 17. Juni 2007. Die Castings fanden im Januar und Februar in Manchester, Birmingham, London und Cardiff statt. Dies war das kürzeste Halbfinale und die geringste Anzahl von Auftritten in der Geschichte der Show mit nur 24 Auftritten. Dies war die erste und einzige Staffel, in der insgesamt fünf Wochen lang Castings stattfanden. Als Gewinner der ersten Staffel ging der Opernsänger Paul Potts hervor. Er erhielt 100.000 £ Gewinnerprämie.

### 2. Staffel (2008)
Die zweite Staffel wurde 2008 zwischen dem 12. April und dem 31. Mai ausgestrahlt und wies erhebliche Unterschiede zur ersten Staffel auf. Die Sendezeit war länger und die Castings fanden in Blackpool und Glasgow statt. In der zweiten Staffel gab es außerdem fünf Live-Halbfinale und insgesamt 40 Halbfinalisten. Letztendlich gewonnen hat der damals vierzehnjährige Breakdancer George Sampson. Zweiter wurde die Tanzgruppe „Signature“. Dritter wurde der ebenfalls vierzehnjährige Sänger „Andrew Johnson“.

### 3. Staffel (2009)
Die im April und Mai 2009 gedrehte dritte Staffel wurde in denselben sechs Städten wie zuvor gedreht. Ursprünglich vorgesehen war ab 2009 eine vierte Jurorin, Kelly Brook, die jedoch einige Tage nach Beginn der Castings wieder abgesetzt wurde. Die Sieger der dritten Staffel war die Tanzgruppe Diversity. Die in dieser Staffel international bekannt gewordene Sängerin Susan Boyle belegte den zweiten Platz. Dritter wurde Saxophonspieler „Julian Smith“. Mit einer durchschnittlichen Einschaltquote von über 13,3 Millionen Zuschauern ist es die meistgesehenste Sendung in der Geschichte von Britain's Got Talent.

### 4. Staffel (2010)
Die vierte Staffel wurde 2010 zwischen dem 17. April und 5. Juni ausgestrahlt. Die Ausstrahlungsorte waren wieder dieselben wie zuvor, wobei Newcastle upon Tyne dazu kam. Diese Staffel war die letzte mit Piers Morgan. Das Publikum wählte dabei die Akrobatik-Gruppe „Spelbound“ zum Sieger. Das Tanzduo „Twist and Pulse“ belegten Platz 2, der junge Schlagzeuger Kieran Gaffney kam auf Platz 3.

### 5. Staffel (2011)
Die Staffel 2011 wurde zwischen dem 16. April und dem 4. Juni ausgestrahlt. Sie war die erste, die in HD-Auflösung ausgestrahlt wurde. Die Staffel gewann der Sänger Jai McDowall. Platz 2 belegte Ronan Parke. Platz 3 ging an „New Bounce“.

### 6. Staffel (2012)
Der Sieg ging an die siebzehnjährige Ashleigh Butler mit ihrem tanzenden Hund Pudsey, die als das Duo Ashleigh and Pudsey auftraten.
Den zweiten Platz erreichte das Classical-Pop-Duo Charlotte and Jonathan (Charlotte Jaconelli und Jonathan Antoine, damals 17 bzw. 16 Jahre alt). Simon Cowell meinte während der ersten Vorstellung, Jonathan wäre ein zukünftiger Star („unbelievable“) und empfahl ihm, seine nicht so beeindruckende Partnerin („good“) fallenzulassen. Das lehnte dieser jedoch entschieden ab. Noch im selben Jahr produzierte Cowell mit den beiden unter dem Namen Jonathan and Charlotte das Album Together, auf dem neben klassischen Titeln wie dem Ave Maria (Ellens dritter Gesang) von Franz Schubert auch klassische Versionen moderner Hits enthalten sind, darunter Chi Mai Vivrà Per Sempre?, eine italienische Version von Who Wants to Live Forever.
Platz 3 ging an Only Boys Aloud.

### 7. Staffel (2013)
Die siebte Staffel wurde 2013 zwischen dem 13. April und dem 8. Juni ausgestrahlt. Es gewann die ungarische Schattentheater-Truppe Attraction. Platz 2 ging an den vierzehnjährigen Stand-up-Comedian Jack Carroll. Platz 3 belegten Richard & Adam.

### 8. Staffel (2014)
Die achte Staffel begann am 12. April 2014. In dieser Staffel wurde als Neuerung ein goldener Buzzer eingeführt, den jeder Juror und die Moderatoren jeweils einmal während des gesamten Castings betätigen können und somit den aktuell auftretenden Kandidaten unabhängig von der Meinung der anderen Juroren direkt ins Halbfinale schicken können.
Diese Staffel gewann die Boygroup Collabro. Auf Platz 2 folgte die Sängerin Lucy Kay und auf Platz 3 das Gesangsduo Bars & Melody.

### 9. Staffel (2015)
Die neunte Staffel wurde im Jahr 2015 zwischen dem 11. April und dem 31. Mai ausgestrahlt. Am Ende der achten Staffel wurde bestätigt, dass die Show 2015 fortgesetzt wird. Amanda Holden bestätigte später, dass sowohl Jury als auch Moderation unverändert bliebe.
Gewonnen hat Jules O’Dwyer mit ihrem Hund Matisse, zweiter wurde der Illusionist Jamie Raven, gefolgt vom walisischen Chor Côr Glanaethwy. Vierter wurde die Tanzgruppe Old Men Grooving, den fünften Rang belegte der Sänger Isaac Waddington.

### 10. Staffel (2016)
Die zehnte Staffel wurde 2016 zwischen dem 9. April und dem 28. Mai ausgestrahlt. Die Castings fanden in Liverpool, Birmingham und London statt. Im Finale der neunten Staffel wurde aufgerufen, sich für die zehnte Staffel zu bewerben. Am 9. Oktober 2015 wurde berichtet, dass die Jury unverändert bleibt. 2016 wurde zudem berichtet, dass die Show noch mindestens bis 2019 ausgestrahlt werden wird. Gewinner der Staffel war der Magier Richard Jones. Er gewann vor dem Sänger Wayne Woodward und der Tanzgruppe Boogie Storm.

### 11. Staffel (2017)
Am 29. Februar 2016 bestätigte ITV, dass es auch 2017 eine Ausgabe der Castingshow geben wird. Zudem wurde bekanntgegeben, dass Simon Cowell wieder in der Jury sitzen wird. Am 18. Mai 2016 bestätigte Cowell, dass die Jury auch 2017 gleich bleiben wird. Gewinner der Staffel war der Musiker und Pianist Tokio Myers, den zweiten Platz belegte die neunjährige Illusionistin Issy Simpson und den dritten Platz der Komiker Daliso Chaponda.

### 12. Staffel (2018)
Die zwölfte Staffel wurde zwischen dem 14. April und dem 3. Juli auf ITV ausgestrahlt. Die Jury war auch in diesem Jahr mit Simon Cowell, Amanda Holden, Alesha Dixon und David Walliams die gleiche. Auch die Moderatoren Anthony McPartlin und Declan Donnelly (Ant & Dec) waren die gleichen. Die Auditions wurden zwischen Januar und Februar aufgezeichnet und fanden in London, Manchester und Blackpool statt. Der Sieger der zwölften Staffel war der sprachlose Stand-up Comedian „Lost Voice Guy“, welcher mit Hilfe seines Laptops die Show abspielte. Zweitplatzierter wurde der Comedy-Sänger und Pianist Robert White. Den dritten Platz belegte der Sänger Donchez Dacres.

### 13. Staffel (2019)
Die dreizehnte Staffel wurde zwischen dem 6. April und dem 2. Juni ausgestrahlt. Die Jury und die Moderation blieben auch in dieser Staffel gleich. Die Auditions fanden wieder u. a. in Manchester und London statt. Sieger der Staffel war der damals 89-jährige Sänger Colin Thackery. Zweiter wurde der Mentalist Marc Spelmann, welcher unter seinem Künstlernamen „X“ auftrat, und den dritten Platz belegte der Magier Ben Hart.

### 14. Staffel (2020)
Auch im Jahr 2020 gab es eine weitere Staffel der Talentshow, ebenfalls mit den gleichen Jurymitgliedern Cowell, Holden, Dixon und David Walliams sowie den Moderatoren Ant & Dec. Der erste Teil, die Auditions, wurden zwischen April und Mai ausgestrahlt. Der zweite Teil, die Halbfinal-Shows und das Finale, wurden später live ausgestrahlt. Der Grund dafür war die COVID-19-Pandemie. Das Finale fand am 10. Oktober statt. Sieger der Staffel wurde der Comedy-Pianist und Sänger Jon Courtenay. Zweiter wurde der Chor Sign Along with Us und den dritten Platz belegte der Comedy-Jongleur Steve Royale.

### 15. Staffel (2022)
Die 15. Staffel von Britain's Got Talent wurde 2022 ausgestrahlt und ihre Premiere lief am 16. April. In der Jury saßen Simon Cowell, Amanda Holden, Alesha Dixon und David Walliams. Diese Folge war die erste seit 2020, da die Sendung im Jahr 2021 aufgrund der COVID-19-Pandemie nicht ausgestrahlt werden konnte. Dies war die letzte Staffel mit David Walliams, da im November 2022 bekannt wurde, dass er sich während einer Drehpause unhöflich über zwei Teilnehmer der 14. Staffel geäußert hatte, wodurch er aus dem Format ausgeschlossen wurde.
Die Schwestershow BGT: Unseen Bits wurde für die 15. Staffel umfunktioniert und bot statt fünfzehnminütiger zusätzlicher Castings über acht Episoden auf dem ITV Hub neben Social Media und YouTube Exclusives einfach nur Material von den Moderatoren hinter der Bühne, das während der Ausstrahlung der Episoden geschnitten wurde.
Es war das erste Mal seit der ersten Staffel, dass die Casting-Folgen an zwei aufeinanderfolgenden Tagen ausgestrahlt werden. Die erste Folge der 15. Staffel wurde am Samstag, den 16. April 2022, und die zweite Folge der Staffel am Sonntag, den 17. April 2022, ausgestrahlt, während in der ersten Staffel die Casting-Folgen jeweils eine Woche lang ausgestrahlt wurden, bevor an den vier darauffolgenden Tagen das Halbfinale und das Finale gezeigt wurden. In dieser Staffel war es auch das erste Mal, dass ein Juror einen Buzz für einen Act im Halbfinale (Simon Cowell für Matricks Illusions) nach dem Auftritt eines anderen Acts, der im selben Halbfinale teilnahm (Welsh of the West End), zurückgenommen hatte. In dieser Staffel wurde zum ersten Mal ein Künstler in den Liveshows rausgeworfen, und zum ersten Mal seit Staffel 12 schaffte es kein Zauberkünstler bis ins Finale. Außerdem kehrte in dieser Staffel der Wildcard-Act zurück, nachdem er in Staffel 14 gefehlt hatte.
Zum ersten Mal seit der 10. Staffel passierte es, dass ein Halbfinalist, der bei der Publikumsabstimmung den zweiten Platz belegt hatte, nicht ins Finale einziehen konnte, da er die Juryabstimmung verlor (Keiichi Iwasaki).

### 16. Staffel (2023)
Die 16. Staffel von Britain's Got Talent wurde 2023 vom 15. April bis zum 4. Juni ausgestrahlt. In der Jury saßen Simon Cowell, Amanda Holden und Alesha Dixon. Bruno Tonioli kam als neuer Juror hinzu.
Zum ersten Mal seit der 14. Staffel fanden die Casting-Aufnahmen sowohl im Londoner Palladium als auch im The Lowry Hotel statt. Die Aufnahmen wurden vom 25. bis 29. Januar 2023 im Londoner Palladium und vom 7. bis 10. Februar 2023 im Lowry gedreht. Die Ausstrahlung der Auditions begann am Samstag, den 15. April 2023, mit einer Doppelvorstellung am ersten Wochenende, danach wurden wöchentliche Episoden jeden Samstag ausgestrahlt.
In Staffel 16 gab es keine Schwestershow mehr, die Einblicke hinter die Bühne zu Ant & Dec ermöglichte. Zum ersten Mal wurde der „Deliberation Day“ nicht im Fernsehen übertragen, sondern alle Kandidaten, die die Castingphase bestanden haben, erhielten ihre Entscheidung per Telefonanruf von den Produzenten.
Des Weiteren ist dies das zweite Halbfinale in Folge, in dem ein Act, der bei der Publikumsabstimmung den zweiten Platz belegte, nicht ins Finale einziehen konnte, da er die Jury-Abstimmung verlor. Olivia Lynes, die in ihrem Halbfinale den dritten Platz belegte, gewann die Jury-Abstimmung gegen den zweitplatzierten Act John's Boys.

### 17. Staffel (2024)
Die 17. Staffel von Britain's Got Talent ist für April bis Mai 2024 angesetzt. Die Konstellation der Moderatoren ist bisher (Stand. 11. Februar 2024) noch unbekannt.

## Internationale Versionen
Das von Simon Cowell entwickelte Talentesuch-Format Got Talent wurde zuerst 2006 in den USA als America’s Got Talent durchgeführt und dann in viele weitere Länder exportiert. Unter anderem lief es auch in Australien, Belgien, der Volksrepublik China, Finnland, Frankreich, Griechenland, Irland, Italien, Kanada, Norwegen, Polen, Portugal, Rumänien, Russland, Schweden, Serbien, Slowenien, Thailand und der Türkei.
In Österreich lief das Format 2007 bei ATV unter dem Namen It’s Showtime (moderiert von Alex Scheurer). In Deutschland wurde die Adaption Das Supertalent bei RTL erstmals vom 20. Oktober bis zum 3. November 2007 ausgestrahlt. In der Schweiz wird das Format unter dem Namen Die grössten Schweizer Talente auf SRF 1 ausgestrahlt. Die erste Staffel lief vom 29. Januar 2011 bis zum 20. März 2011.

## Auszeichnungen
| Jahr | Preis                              | Kategorie                            | Nominierter    | Ergebnis  |
| ---- | ---------------------------------- | ------------------------------------ | -------------- | --------- |
| 2007 | National Television Awards         | Most Popular Talent Show             |                | Nominiert |
| 2007 | National Television Awards         | Most Popular Entertainment Presenter | Ant & Dec      | Gewonnen  |
| 2007 | Nickelodeon UK Kids' Choice Awards | Best Reality Show                    |                | Nominiert |
| 2007 | Nickelodeon UK Kids' Choice Awards | Best TV Presenters                   | Ant & Dec      | Gewonnen  |
| 2007 | TV Quick and Choice Awards         | Best Talent Show                     |                | Nominiert |
| 2008 | National Television Awards         | Most Popular Talent Show             |                | Nominiert |
| 2008 | Nickelodeon UK Kids' Choice Awards | Favourite Winner                     | George Sampson | Gewonnen  |
| 2008 | National Television Awards         | Most Popular Entertainment Presenter | Ant & Dec      | Gewonnen  |
| 2008 | BAFTA Awards                       | Lew Grade Award                      |                | Nominiert |
| 2008 | BAFTA Awards                       | Audience Award                       |                | Nominiert |
| 2008 | Royal Television Society Awards    | Best Production Design-Entertainment | Dominic Tolfts | Gewonnen  |
| 2008 | Nickelodeon UK Kids' Choice Awards | Best TV Presenters                   | Ant & Dec      | Gewonnen  |
| 2008 | Nickelodeon UK Kids' Choice Awards | Best Family TV Show                  |                | Gewonnen  |
| 2008 | Nickelodeon UK Kids' Choice Awards | Best TV Baddie                       | Simon Cowell   | Gewonnen  |
| 2009 | TV Quick and Choice Awards         | Best Talent Show                     |                | Nominiert |
| 2009 | Digital Spy Reality TV Awards 2009 | Favourite TV Reality                 |                | Nominiert |
| 2009 | Digital Spy Reality TV Awards      | Favourite TV Reality Judge           | Simon Cowell   | Nominiert |
| 2009 | Digital Spy Reality TV Awards      | Favourite TV Reality Judge           | Piers Morgan   | Nominiert |
| 2009 | Digital Spy Reality TV Awards      | Favourite TV Reality Presenters      | Ant & Dec      | Nominiert |
| 2009 | Digital Spy Reality TV Awards      | Favourite Reality Contestant         | George Sampson | Gewonnen  |
| 2010 | National Television Awards         | Most Popular Talent Show             |                | Nominiert |
| 2011 | National Television Awards         | Most Popular Talent Show             |                | Nominiert |
| 2011 | TV Choice Awards                   | Best Talent Show                     |                | Gewonnen  |
| 2012 | National Television Awards         | Most Popular Talent Show             |                | Nominiert |
| 2013 | Broadcast Awards                   | Best Entertainment Programme         |                | Nominiert |